# Bolborhynchus lineola
Periquito-barrado ou periquito-catarina (Bolborhynchus lineola), também chamado de catarininha, é uma pequena espécie de papagaio com plumagem verde e multiplas listas escuras nas asas, costas e pescoço.

## Taxonomia
São conhecidas duas subepécies dessa ave:
- Bolborhynchus lineola lineola (Cassin 1853) - encontrada desde o sul do México, incluindo as regiões de Veracruz e Oaxaca, até o leste do Panamá, abrangendo a área de Veraguas.[3]
- Bolborhynchus lineola tigrinus (Souance 1856) - encontrada em manchas no norte e oeste da Venezuela e Colômbia (incluindo as montanhas de Santa Marta) e, de forma dispersa, nos Andes até o centro da Bolívia (oeste de Santa Cruz de la Sierra).[4] Possui listras mais escuras e proeminentes que a subespécie anterior.[5]

## Descrição
Tem em média 16 cm e pesa entre 42 e 52 gramas. É verde e possui listras escuras em suas partes superiores, exceto no topo da cabeça. Suas partes inferiores são verde-oliva, com listras muito escuras nas laterais (logo abaixo da asa). A parte de cima de suas asas é preta, a parte inferior de sua asa em uma discreta faixa azul e sua cauda é verde, mais escura que o resto do corpo. Seus olhos são de cor marrom escura e seu bico e pernas são rosados.
Macho e fêmea são muito semelhantes, mas machos possuem listras mais escuras que fêmeas.

## Habitat e distribuição
Periquitos-catarina são encontrados em florestas e montanhas de até 3.300m de altitude. Podem ser avistadas desde o sul do México até o norte da América do Sul (Venezuela e Colômbia).

## Alimentação
Não há muitas informações disponíveis sobre a alimentação desta ave. Grandes grupos desta ave já foram observados se alimentando de sementes de bambu, especialmente do gênero Chusquea no Panamá. Em Costa Rica, também foram observadas se alimentando de sementes e frutas de várias árvores e arbustos, incluindo Myrtis, Heliocarpus e Miconia.

## Comportamento

### Gregarismo

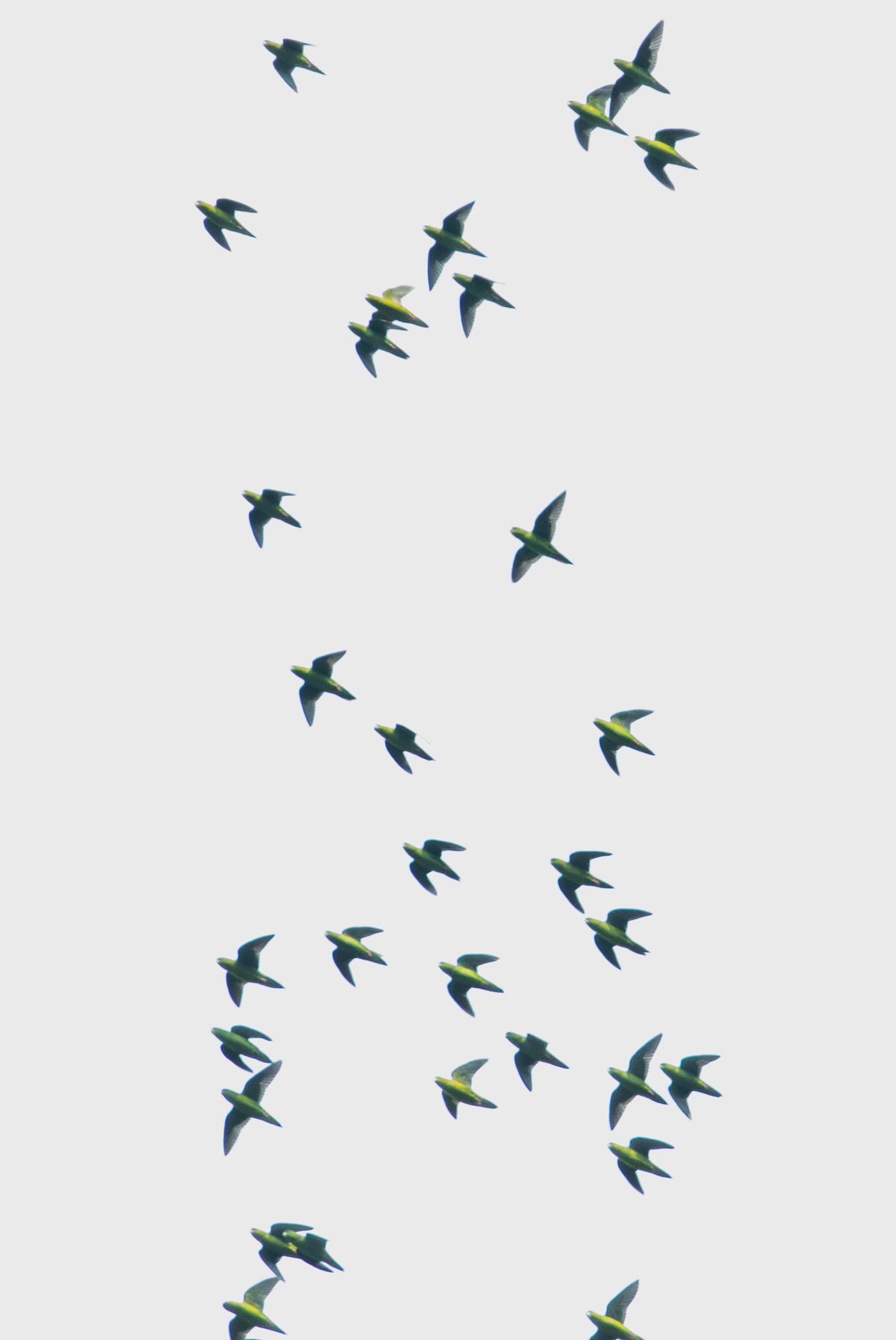
Grupo de periquitos-catarina

Periquitos-catarina são aves extremamente sociais. São frequentemente vistas em grupos grandes de mais de 100 indivíduos.

### Voo
Estas aves possuem um voo rápido e ágil. Normalmente observadas voando acima da copa das árvores. Raramente observadas em pouso.

### Vocalização
Os chamados de voo do periquito-catarina são descritos como "conversas musicais de alta frequência constantemente proferidas em voo", "chamados estridentes, curtos e estridentes, como 'chirr' it e chirr' it chi', etc., que se propagam bem e muitas vezes são difíceis de localizar"; e como "um característico som baixo e melodioso". Outras vocalizações incluem "em alerta antes de decolar, uma conversa áspera e nasal".

## Reprodução

### Ninho
Presumidamente, faz seus ninhos em cavidades em árvores, porém hão há comprovação para isso. Vários casais da espécie semelhante Bolborhynchus orbygnesius foram observados utilizando um ninho feito de galhos comunitariamente próximos do Parque Nacional Los Cardones, o que pode indicar que as presunções sobre a espécie podem estar incorretas.

### Incubação e filhotes
Segundo observações de indivíduos sob cuidados humanos, botam de 2 a 4 ovos e a incubação dura entre 18 e 21 dias. Os filhotes saem do ninho com aproximadamente 5 semanas de vida. Apenas as fêmeas foram observadas incubando os ovos. É importante ressaltar que os comportamentos dessas aves em cativeiro podem diferir do comportamento das aves em ambiente selvagem, pois não há informações e observações suficientes para descrever a reprodução destes animais em seu habitat natural.

## Avicultura
O periquito-catarina é comum no mercado pet devido ao seu comportamento calmo e devido a grande variedade de cores disponíveis.

### Mutações
|  |  |
|  |  |
|  |  |
|  |  |